# Distretto di Badulla
Il distretto di Badulla è un distretto dello Sri Lanka, situato nella provincia di Uva e che ha come capoluogo Badulla.